# Polystachya bequaertii
Polystachya bequaertii là một loài thực vật có hoa trong họ Lan. Loài này được Summerh. miêu tả khoa học đầu tiên năm 1947.